# 润楠叶木姜子
润楠叶木姜子（学名：Litsea machiloides）为樟科木姜子属下的一个种。